# Mäntyvaara (kulle i Finland, Lappland, Tunturi-Lappi)
Mäntyvaara är en kulle i Finland.   Den ligger i den ekonomiska regionen  Fjäll-Lappland  och landskapet Lappland, i den norra delen av landet, 800 km norr om huvudstaden Helsingfors. Toppen på Mäntyvaara är 256 meter över havet.
Terrängen runt Mäntyvaara är huvudsakligen platt.  Trakten runt Mäntyvaara är nära nog obefolkad, med mindre än två invånare per kvadratkilometer. Närmaste större samhälle är Ylläsjärvi, 19,5 km norr om Mäntyvaara. 